# Segmüller
Segmüller eller officielt Hans Segmüller Polstermöbelfabrik GmbH & Co. KG er en tysk møbelkæde og møbelvirksomhed. I 1925 begyndte Hans Segmüller i Friedberg, Bayern en produktion af møbelpolstring. I 2020 havde de 4.000 ansatte og en omsætning på 1 mia. euro.